# Яшерганово
Яшерга́ново (рос. Яшерганово, башк. Йәшергән) — село у складі Стерлібашевського району Башкортостану, Росія. Адміністративний центр Яшергановської сільської ради.
Населення — 620 осіб (2010; 723 в 2002).
Національний склад:
- татари — 96%